# 川崎市立木月小学校
川崎市立木月小学校（かわさきしりつ きづきしょうがっこう）は、神奈川県川崎市中原区木月4丁目にある公立小学校。

## 沿革
- 1970年（昭和45年）7月 - 第1期校舎建築工事起工。
- 1971年（昭和46年）
  - 3月 - 第1期校舎建築工事竣工。川崎市立住吉小学校より分離独立し、開校。
  - 4月 - 児童入校式挙行。開校時点の児童数は、1学年108名・2学年77名・3学年61名の計246名、教職員数は計16名。
  - 5月 - PTA設立総会開催。
  - 11月 - 開校記念式挙行。開校記念日・校章・校歌・校旗制定。
- 1972年（昭和47年）3月 - 第2期校舎増築工事竣工。
- 1973年（昭和48年）
  - 2月 - 第3期校舎増築工事竣工。
  - 7月 - 体育館竣工、プール落成式。
  - 10月 - 体育館落成記念祝典挙行。
- 1975年（昭和50年）2月 - 第4期校舎増築工事竣工（普通教室3・北側昇降口・校庭倉庫）。
- 1976年（昭和51年）11月 - 創立5周年を祝う会開催。
- 1977年（昭和52年）
  - 8月 - 校庭花壇レンガ張り工事完了。
  - 9月 - 観察用池完成。
- 1978年（昭和53年）6月 - 藤棚工事完了。
- 1981年（昭和56年）11月 - 創立10周年記念式典挙行し、祝賀会開催。記念行事として、記念誌・副読本の発行、飼育小屋・体育遊具の設置。
- 1982年（昭和57年）3月 - 第5期校舎増築工事竣工（普通教室2・図書室・図工室・視聴覚室・家庭科室）。
- 1986年（昭和61年）
  - 3月 - 創立15周年記念の花壇引き渡し式挙行。
  - 11月 - 創立15周年記念の集い開催。
- 1987年（昭和62年）
  - 4月 - 障害児学級開設。
  - 9月 - 校庭改修工事完了。
- 1991年（平成3年）
  - 8月 - 「友情の像」設立。
  - 11月 - 創立20周年記念式典挙行し、祝賀会開催。
- 1993年（平成5年）9月 - 音楽室冷房工事完了。
- 1996年（平成8年）8月 - 職員室拡張工事完了。
- 1997年（平成9年）
  - 4月 - 障害児学級（情緒障害児級=すみれ2組）新設。
  - 8月 - 給食調理室専用排水溝・床面・壁面改修、旧館廊下踊り場付近照明設備設置、職員室後方昇降口改修、すみれ2組教室改修の各工事が完了。
  - 9月 - 3階廊下・教室窓枠サッシ化工事完了
  - 12月 - 3階教室カーテン取替。
- 1998年（平成10年）
  - 4月 - すみれ1組教室改修と給食調理員用トイレ設置の各工事が完了。
  - 6月 - 体育館床面改修工事終了。
  - 8月 - 防災無線取付け、保健室電話エリア拡張、給食室改修の各工事が終了。
  - 9月 - トイレ改修工事終了。
- 1999年（平成11年）
  - 5月 - すみれ1組教室改修工事完了。児童更衣室設置。
  - 10月 - 体育館中幕取替え完了。パソコン機器設置。.
- 2000年（平成12年）3月 - 給食室炊飯器取替え、結露防止工事完了。
- 2001年（平成13年）
  - 10月 - わくわくプラザ開設1周年記念式典挙行。
  - 11月 - 創立30周年記念式典挙行し、祝賀会開催。
- 2002年（平成14年）4月 - 個別学習ルーム床張り終了。
- 2005年（平成17年）
  - 6月 - 旧校舎3階教室に扇風機設置。
  - 8月 - 全教室にインターフォン設置。
  - 9月 - 慶応義塾大学との提携事業として、「ケーキ☆サイエンス」開始。旧校舎耐震工事完了。
- 2006年（平成18年）
  - 6月 - 全教室に扇風機設置完了。
  - 8月 - 校内パソコンLAN設置。
- 2007年（平成19年）6月 - プール飛び込み台を撤去。
- 2008年（平成20年）
  - 5月 - 学校図書館ネットワークLAN設置。
  - 8月 - 普通教室蛍光灯器具増設完了。
- 2009年（平成21年）
  - 7月 - ケーキ☆サイエンス（全7回）実施。
  - 8月 - 普通教室クーラー設置完了。
- 2010年（平成22年）10月 - CAP実施。
- 2011年（平成23年）
  - 4月 - 航空写真撮影。
  - 5月 - 創立40周年オープニングセレモニー開催。創立40周年記念スローガンパネルを新校舎屋上に設置。
  - 9月 - 創立40周年シンボルマークを体育館に設置。
  - 10月 - トイレ快適化工事完了。
  - 11月 - 創立40周年子ども式典挙行。
- 2012年（平成24年）
  - 7月 - 校庭芝生化活動。
  - 12月 - 体育館館水銀灯全灯取り替え工事実施。
- 2014年（平成26年）
  - 6月 - この月と11月の2回、情報モラル学習会開催。
  - 7月 - 新校舎裏芝生化。
- 2016年（平成28年）
  - 5月 - 体育館改修と校舎外壁の両工事着工。
  - 11月 - 校舎外壁完成。
- 2017年（平成29年）2月 - 体育館完成。
- 2019年（平成31年）2月 - 航空写真・全校写真撮影
- 2020年（令和2年）9月 - 新校舎トイレ改修工事完了。
- 2022年（令和4年）11月26日 - 創立50周年記念式典挙行[1]。

## 通学区域
出典
- 中原区
  - 木月2丁目
  - 木月4丁目

## 進学先中学校
出典
- 川崎市立住吉中学校

## 周辺施設
- 木月小学校わくわくプラザ - 同一建物内
- 妙海寺
- 社会福祉法人川上立正福祉会木月保育園 - 進学前保育園のひとつ
- 神奈川県警察
  - 神奈川県警察学校
  - 第二機動隊
- 木月下町公園
- 神奈川県道14号鶴見溝ノ口線
- JR東海道新幹線 - ただし、駅は離れている。また、この付近では、幸区との区境線となっている。
- 矢上川 - 学校付近では、横浜市との市境線となっている。
- また、矢上川をはさんだ対岸側には、慶応義塾大学矢上キャンパスがある。

## 交通
- 臨港バス「川53」・「川54」・「川60」・「川61」・「元02」の各系統で、「石神橋」バス停（幸区）下車後、徒歩約300m・約4分。
- 東急東横線・目黒線元住吉駅から、徒歩約900m・約13分。